# جولي سالامون
جولي سالامون (بالإنجليزية: Julie Salamon) (10 يوليو 1953)؛ صحفية وروائية أمريكية. درست في جامعة تافتس.